# Ada noir
Espèce
Statut de conservation UICN

 LC  : Préoccupation mineure
L'Ada noir (Knipolegus nigerrimus) est une espèce de passereau de la famille des Tyrannidae. 

## Répartition
Cet oiseau est endémique au Brésil.

## Habitat
Son habitat naturel est les zones tropicales ou subtropicales de forêts de montagne et de broussailles de haute altitude.

## Sous-espèces
Cet oiseau est représenté par 2 sous-espèces :
- Knipolegus nigerrimus hoflingi — Cerrado et caatinga ;
- Knipolegus nigerrimus nigerrimus — Cerrado et forêt atlantique.